# داکرایون
داکرایون (به لاتین: Dhakirgaon) یک منطقهٔ مسکونی در بنگلادش است که در متلب داکشین واقع شده‌است. داکرایون ۰٫۹۲ کیلومتر مربع مساحت و ۲٬۳۶۷ نفر جمعیت دارد.